# Grand Prix Pino Cerami 1979
Il Grand Prix Pino Cerami 1979, sedicesima edizione della corsa, si svolse il 5 aprile su un percorso con partenza e arrivo a Wasmuel. Fu vinto dal belga Daniel Verplancke della Flandria-Ca va Seul-Sunair davanti all'italiano Mario Mariotti e al belga Rik Van Linden.

## Ordine d'arrivo (Top 10)
| Pos. | Corridore         | Squadra                    | Tempo    |
| ---- | ----------------- | -------------------------- | -------- |
| 1    | Daniel Verplancke | Flandria-Ca va Seul-Sunair | 5h53'00" |
| 2    | Mario Mariotti    | Flandria-Ca va Seul-Sunair | a 1'25"  |
| 3    | Rik Van Linden    | Bianchi-Faema              | a 2'25"  |
| 4    | Willy Sprangers   | Safir-St.Louis-Ludo        | s.t.     |
| 5    | Paul Sherwen      | Fiat                       | s.t.     |
| 6    | Maurizio Bellet   | Daf Trucks-Aida            | a 2'45"  |
| 7    | Graham Jones      | Peugeot-Esso-Michelin      | a 3'25"  |
| 8    | Alain De Roo      | Flandria-Ca va Seul-Sunair | s.t.     |
| 9    | Ronan Onghena     | Splendor-Euro Soap         | a 3'40"  |
| 10   | Bert Pronk        | Ti-Raleigh-Mc Gregor       | a 4'05"  |